# 秋月種武
秋月 種武（あきづき たねたけ）は、江戸時代中期の旗本寄合席。通称は左京。高鍋藩主秋月家分家の旗本寄合席木脇領主秋月家5代当主。石高は日向国諸県郡、宮崎郡内3,000石。

## 生涯
秋月種蔭の子として誕生。幼名は十三郎。人吉藩主相良長在の正室である寿昌院の甥で上杉治憲や相良晃長の従兄弟かつ義兄にあたる。
宝暦2年（1752年）に家督を継いで同年12月（1753年）に徳川家重に初御目見を済ます。
祖父の種輔や父の種蔭は本所深川火事場見廻役（本所深川出火之節見廻役）を勤めたが、寛政重修諸家譜では、種武は本所深川火事場見廻役などの役職についた記述がない。
明和4年（1767年）の刊行の須原屋茂兵衛蔵板武鑑において、御寄合衆に「秋月左京」との記載が見られる。
明和8年（1771年）に死去したとする。享年37。墓所は下谷広徳寺の梅雲院。
男子なく、一時人吉藩主相良頼完の後継候補に挙がっていた同母弟の種穀が跡を相続する。

## 系譜
- 父：秋月種蔭（1714-1752）
- 母：ヤヘ - 秋月種弘の娘
- 正室：キセ - 秋月種美の娘
- 生母不明の子女
  - 女子
- 養子
  - 男子：秋月種穀（1744-1776） - 秋月種蔭の四男